# Vrhe (gmina Trbovlje)
Vrhe – wieś w Słowenii, w gminie Trbovlje. W 2018 roku liczyła 23 mieszkańców.